# يافوز بينغول
يافوز بينغول ((بالتركية: Yavuz Bingöl )‏) (و. 1964 – م) هو مغني، وممثل، وملحن، وكاتب غنائي من تركيا. ولد في إسطنبول.

## وصلات خارجية
- يافوز بينغول على موقع IMDb (الإنجليزية)
- يافوز بينغول على موقع قاعدة بيانات الأفلام العربية
- يافوز بينغول على موقع ألو سيني (الفرنسية)
- يافوز بينغول على موقع ميوزك برينز (الإنجليزية)
- يافوز بينغول على موقع أول موفي (الإنجليزية)
- يافوز بينغول على موقع قاعدة بيانات الأفلام السويدية (السويدية)
- يافوز بينغول على موقع ديسكوغز (الإنجليزية)
- يافوز بينغول على موقع قاعدة بيانات الفيلم (الإنجليزية)
- يافوز بينغول على موقع كينوبويسك (الروسية)